# 小行星10607
小行星10607（10607 Amandahatton）是一颗绕太阳运转的小行星，为主小行星带小行星。该小行星于1996年11月13日发现。

## 轨道参数
小行星10607的轨道半长轴为2.6486485 UA，离心率为0.188。